# A面/B面
A面/B面（エーめん/ビーめん、A side/B side）は、アナログ・レコードや両面1層方式DVD、コンパクトカセット、両面ディスクでのそれぞれの面、またその収録楽曲を表す言葉である。
そこから転じて、CDのような片面ディスクでも、2曲以上収録のシングル盤のメイン曲をA面（曲）、その他をB面（曲）と呼ぶことがあるが、タイトル（曲）/カップリング（曲） と呼ぶことも多い。以下では、A面曲/B面曲とタイトル曲/カップリング曲を同義語として扱う。
プロモーション上の目的で、1曲目がA面、2曲目がB面とはならない例外もある。

## 歴史

### 両面の記録媒体での呼称
アナログ・レコードでは、その両面に音楽などを記録することができる。この表面、裏面のことを通常それぞれA面、B面（ポリドールのレコードは1976年までD面、S面。ワーナー・パイオニアや東芝EMIなどのレコード盤面には SIDE 1、SIDE 2 と印刷）と呼んでいた。
アナログ・レコードのシングル盤は、片面約5分の直径17cmのレコードの両面に1曲ずつ、計2曲収録されるのが普通だったため、それぞれの面にA面/B面と印刷し、A面曲/B面曲と呼んだ。B面曲の方にヒットの可能性が出た場合、印刷し直しA面曲として販売される事も多かった。なお、アメリカ盤の多くにはA/B面を区別する印刷が無く、最初にレコード会社が売ろうとした方がA-side、ヒットした方をhit-side、裏面をflip-sideと呼ぶ事も多く、特に呼称が決まっているわけではない。

### 片面の記録媒体への転用
CDは片面ディスクで、2曲とも同じ面に収録されているが、かつての名残で、2曲入りのシングル盤で、1曲目をA面、2曲目をB面ということがある。しかし実態にそぐわないため、それに代わって現れた表現が、タイトル曲/カップリング曲である。
カップリングはしばしば c/w と書かれるが、これは「coupled with」「coupling with」の略である。タイトル曲が「A」、カップリング曲が「B」とすると、本来は「A c/w B」と書き、直訳すると「Bと組(ないし対)にされたA」という意味である（CBS・ソニーにおいては、アナログ・レコード時代の1970年代後半頃より、シングル盤B面曲にC/Wと表記するパターンがしばしば見られた）また、キングやビクターなど一部のレコード会社においては、B/W（backed with の略）の表記を用いていた時期もあった。
通常、カラオケやリミックスなどの別バージョンのトラックは無視して考えるが、1曲だけが別バージョン含め2トラック収録されているときは、2トラック目をカップリング曲と呼ぶこともある。3曲以上のときも、2曲目以降を総称してカップリング曲ということがあるが、そもそもカップリングとは2つ1組の意味であるため、適切ではない。

## A面とB面の構成
まずシングル盤のA面とB面に別の曲を収録する場合がある。シングル盤の制作において、特にレコード会社にとって、時としてアーティストの意思に反してさえどの曲をA面曲として売り込むかが商業的に重要な決定事項となる。通常B面はレコード会社に重視されない。
特殊例として、A面曲を逆回転させた音源をB面曲とした事例もある。プロモーション用のアナログ・シングル盤の中にはB面が無くツルツルの盤や、同じ曲で片面がモノラルで裏面がステレオの盤が存在する。
シングルのA面に表題曲を収録し、B面には同一曲のボーカル等を除いた楽曲（いわゆるカラオケ）を収録しているものもある。

### A面曲とB面曲の違い

#### 日本
シングル盤では、タイトル曲をA面に記録することが多く、B面はその「おまけ」的な意味合いであることが多く見られたためラジオ放送などでは、A面の収録曲だけ放送されることが多かった。作品によっては、B面収録曲がヒットすることもあり、この場合、発売後にA面に格上げされたり、両A面で発売されることもあった。中にはB面収録曲に予定していた曲が発売前にA面に格上げされて発売されることもあった。
1曲目収録曲が表題曲となることがほとんどであるが、2曲目がタイトル曲で1曲目がカップリング曲となる例外もある。タイトル曲が2曲目以降に収録される作品も複数存在する。
テレビやラジオでは主にA面曲が流され、B面曲が注目されることは少なく、プロモーション的には「格下」とみなされる。タイアップ曲は通常1曲目に回されA面曲となる。2曲目にもタイアップが付くと、2曲目のタイアップが格下の場合を除き、両A面となる。B面曲が後に新たにシングルカットされ1曲目になるケースもある。
洋楽の場合、日本独自のシングルカットや他国盤と日本盤ではA面とB面が入れ替えられたり、他国盤では同一シングルのA面・B面に収録されている曲が日本盤では別々のシングルに収録されて発売されることがある。これらはレコード契約の緩かった1960年代に多い。
B面曲は、マーケティング的な制約が少ないため、音楽家の嗜好が強く出た曲、実験的な曲、ライブ用の曲（しばしばライブの定番曲となる）、簡易的に作られた曲などがB面曲となることも多い。
A面曲が次のオリジナル・アルバムに収録されることが多いのに対し、B面曲が収録されるとは限らない。B面曲をオリジナル・アルバムに収録しないことが慣例となっているアーティストも多い。そのような場合、アルバム未収録曲がある程度たまったら、B面曲のみを集めたアルバムが制作されることもある。そのようなアルバムは「B面集」「裏ベスト」などと呼ばれる。そのようなアルバムについてはB面集のカテゴリを参照のこと。A面曲をオリジナル・アルバムに収録せず、B面曲のみを収録する場合もある。B面集を通常のA面集と同時リリースあるいはセット（複数枚組）で発売するケースもある。中にはA面曲とB面曲の両方を1アルバムに収録したものも存在する。
ベスト・アルバムもB面曲が収録されることはあまりないが、さらに稀有な例としてA面曲を収録せずB面曲のみ収録されることがある。
物品税の時代はレコード・CDは童謡と判定されれば非課税であったが、A面曲とB面曲のうち一方が童謡と判定されても、もう一方が歌謡曲と判定され課税されるというケースもあった。

#### ジャマイカ
ジャマイカのレゲエ盤ではB面にはA面の曲からボーカルやホーンのトラックを削除したカラオケ音源（ヴァージョンという）を収録することが多かった。しかし、レコーディング・エンジニアのキング・タビーがB面のヴァージョンとして収録されていた楽曲に強いエフェクターをかけた楽曲を収録したのをきっかけに、1970年代にはダブと呼ばれる手法が世界中に広まった。

### 両A面シングル・両B面シングル
両A面シングル（りょうエーめんシングル、double A-side single）は、2曲収録のシングル盤の両方の曲をA面曲と称するものである。この場合は2曲目はカップリング曲と呼ばない（ただし、収録曲が3曲以上ある場合、3曲目以降をB面もしくはカップリング曲と呼ぶことがある）。
シングル・レコードでは、通常両面に1曲ずつが収録され、両A面でない通常のシングルではそれぞれA面・B面と呼ばれる。A面曲の曲名は盤名となり、プロモーションにおいても優先される。両A面とすることでその区別がなくされ、盤名も2つの曲名の連名表記となることが多い。
両A面シングル方式を最初に導入した作品は、1965年にリリースされたザ・ビートルズの「デイ・トリッパー/恋を抱きしめよう」である。それを追いかけるようにザ・ローリング・ストーンズが1967年に「夜をぶっとばせ/ルビー・チューズデイ」を両A面でリリースした。
通例は両A面（もしくはダブルAサイド、ダブルA面）シングルと呼ばれる。近年では、収録曲3曲をA面とした「トリプルA面シングル」や、さらには収録曲4曲全てをA面とした「クアトロ（クワトロ）A面シングル」「マルチA面シングル」で発表されるケースも見られる。まれに両方の曲をB面曲とした両B面シングルとして売り出す場合もある。
両A面シングルは、アーティスト側およびレコードレーベルやレコード会社が2曲両方ともプロモーションしたい場合に使われることが多く、両方の曲あるいは2曲目のみにタイアップがついていて、制作上の意向によってはミュージック・ビデオが制作されることもある。しかし、2曲目を両A面曲としながらもプロモーションが行われない、名目上だけの両A面シングルも多く存在する。逆に両A面の2曲目やトリプルA面、およびクアトロA面の2曲目以降の曲が1曲目に比較してテレビやラジオ等の放送メディアで披露される頻度が非常に高く、極端に有名になったものもある。制作者の手を完全に離れる作品が生まれることも稀にある。アニメソングでは1曲目をオープニング曲、2曲目をエンディング曲とした両A面シングルも数多く存在する。また、両A面曲の曲順を入れ替えたものや、本来B面曲（カップリング）として制作された曲がA面曲（表題曲）に昇格（変更）したものや、それとは逆に本来A面曲として制作した曲がB面曲に降格（変更）したものも存在する。
2010年代に入ると「音楽配信限定シングル」と称して発表された楽曲が直後のシングルの両A面の2曲目として収録されたり、カップリングとして収録されることが増えている。
日本のオリコンチャートでは、シングル曲は原則としてA面のみタイトルが載るが、「両A面」ではすべての収録曲のタイトルが「○○/○○」といった具合に載る。2曲目以降の曲はB面（カップリング）扱いされることも少なくなく、さらに一部を除く音楽番組で1曲目以外が披露されないことも少なくない。

### アルバムのA面/B面
アナログ・レコードのアルバムとして発売されるLP盤では、いったん裏返すというレコードの特性を生かし、A面・B面で違ったイメージを演出するなどの手法もとられた。A面・B面を「ホワイトサイド」、「ブラックサイド」と分けた上で作風と作曲者を完全に区別した作品も存在する。
欧米のアルバムLPでは（2枚組の場合）1枚目がA面とC面（またはD面）。2枚目がB面とD面（またはC面）になっていることもある。これは複数のレコードを片面のみ連続で再生するレコードチェンジャーと呼ばれる機器による再生を前提としたもの。

## 音楽媒体以外での構成

### 両面1層方式Blu-ray/DVDのA面/B面
両面1層方式DVDが用いられるのは、もっぱら片面では入りきらない長時間の映画などに限られるため、その時間的順序に応じてA面/B面が決められるのが普通である。裏返す手間のいらない片面2層方式DVDやブルーレイディスク (Blu-ray)の普及に伴い、使い勝手の面で不利なブランクメディアのDVD-R、およびDVD-RWを含む両面1層方式のDVDは市場から消滅している。

### ゲームにおけるA面/B面
ファミリーコンピュータ ディスクシステムは、ゲームソフトメディアとしては珍しく両面方式であった。ソフトによってはA面にだけデータが書き込まれB面は空きとなっているものがあり、専用のディスクライターで書き込むことで1枚のディスクに2種類のゲームが収録できる場合もあった。